# Bälingebadet
Bälingebadet är ett utomhusbad i Bälinge, Uppsala kommun, uppfört cirka 1970. Det har tre pooler varav en 25 meters bassäng, en mindre mellanpool och en babypool. Där finns även en match-volleybollplan.
Bälingebadet ägs av Uppsala kommun som arrenderar ut skötseln till privata aktörer.